# Nespeš
 Ovo je glavno značenje pojma Nespeš. Za protoku Zeline pogledajte Nespeš (rijeka).
Nespeš je naseljeno mjesto u Republici Hrvatskoj u Zagrebačkoj županiji.

## Zemljopis
Administrativno je u sastavu grada Svetog Ivana Zeline. Naselje se proteže na površini od 2,24 km². 

## Stanovništvo
Prema popisu stanovništva iz 2001. godine u Nespešu žive 404 stanovnika i to u 117 kućanstava. Gustoća naseljenosti iznosi 180,36 st./km².
| broj stanovnika | 258   | 313   | 346   | 391   | 452   | 521   | 524   | 577   | 552   | 522   | 481   | 369   | 324   | 364   | 404   | 338   | 298   |
|                 | 1857. | 1869. | 1880. | 1890. | 1900. | 1910. | 1921. | 1931. | 1948. | 1953. | 1961. | 1971. | 1981. | 1991. | 2001. | 2011. | 2021. |

## Znamenitosti
- Kurija Švarcovina, zaštićeno kulturno dobro